# Stelgistrum beringianum
Stelgistrum beringianum är en fiskart som beskrevs av Gilbert och Burke 1912. Stelgistrum beringianum ingår i släktet Stelgistrum och familjen simpor. IUCN kategoriserar arten globalt som otillräckligt studerad. Inga underarter finns listade i Catalogue of Life.